# 웅천초등학교 명동분교
웅천초등학교 명동분교는 대한민국 경상남도 창원시 진해구 명동로 93 (명동)에 있었던 공립 초등학교이다.

## 연혁
- 1946년 9월 8일 웅천국민학교 서부분교장 개교
- 1949년 2월 26일 명동국민학교로 승격
- 1963년 2월 26일 명동국민학교 우도분교장 설립인가
- 1996년 3월 1일 명동초등학교로 교명 변경
- 1999년 3월 1일 우도분교장 통폐합
- 2011년 3월 1일 웅천초등학교 명동분교로 편입
- 2015년 3월 1일 폐교